# Jezábel
Jezábel je starozákonní postava, dcera fénického krále Sidónu Etbaala I., manželka krále Achaba (9. století př. n. l.). Podle 1. knihy královské prosazovala v Izraeli pohanské kulty, proslula svou bezohledností a nakonec byla svržena z okna svého paláce.

## Život
Jezábel byla dcerou Etbaala, krále a kněze Týru a Sidónu. Provdala se za izraelského krále Achaba (871–852 př. n. l.). Sňatek Jezábel s Achabem znamenal stvrzení spojenectví mezi Týrem a Izraelem, jímž chtěl Achab vyvážit nepřátelství Damašku vůči Izraeli. Achab také zajistil, aby Jezábel mohla i v novém domově v Samaří uctívat svého domácího boha Baala.
Měla panovačnou povahu, byla tvrdohlavá a energická. Patřila k fanatickým vyznavačům Melkarta, týrského Baala, a za Achabovy vlády patřilo k jejímu služebnictvu 450 jeho proroků a dále 400 proroků bohyně Ašéry. Požadovala, aby její bůh měl přinejmenším stejná práva jako Jahve, Bůh Izraele. Tím se dostala do konfliktu s prorokem Elijášem. K souboji mezi Jahvem a Baalem došlo na hoře Karmel, kde Bůh Izraele slavně zvítězil. Elijáš pak vyvraždil všechny Jezábeliny proroky, což však její horlivost nezmenšilo, ba právě naopak. Jezábelino pojetí absolutistické monarchie bylo v rozporu s hebrejským smluvním vztahem mezi Hospodinem, králem a lidem.
Jezábel sehrála hlavní roli v případu Nábotovy vinice, kdy její svévolné a kruté jednání mělo dopad na celou společnost a také podkopalo Achabovo postavení. Nábot byl majitelem vinice, po níž bažil Achab, Nábot se však vinice odmítl vzdát, protože byla částí rodinného dědictví. Jezábel přiměla místní starší, aby Nábota povýšili a pak proti němu podali falešné obvinění z rouhání. Nábot byl ukamenován. Protože Jezábel sama také tento zločin připravovala, stihlo ji za to neblahé proroctví Elijášovo ("Jezábelu sežerou na valech Jizreelu psi"), které se vyplnilo za revoluce Jehúovy (845 př. n. l.): Jezábel byla dvořany vyhozena z okna paláce v Jizreelu, ušlapána koňmi a sežrána psy.
Jezábel měla tři děti – Achazjáše, Jórama a Atalju. Po Achabově smrti uplatňovala Jezábel v Izraeli svůj vliv ještě 10 let v roli královny matky, a to za vlády Achazjáše a pak v době Jóramově.
Ottův slovník naučný uvádí:
Jesabel (hebr. Isebel), Jezabel, Izebel (hebr.), princezna foinická, choť isráélského krále Achába. Isráélské vypravování ji viní, že zatouživši po vinicích bohatého Nabotha dala jej usmrtiti; dále že zaváděla v Samaří modloslužbu Baalovu a Astarty a proroky proti tomu horlící pronásledovala. Když Jehu přepadl Jesréél, kde král Acháb sídlel, vítala prý jej vcházejícího do města Jesabel s okna haremu jako vraha královského, začež k jeho rozkazu s okna svržena. Apokalypsa (II, 20) učinila Jesabel symbolem bezbožné a hrdé ženy, pro niž i obecné užívání má odtud výraz Jesabel. Srv. Prášek, J. (»Lumír« 1893)

## Symbolika
Jezábel se stala symbolem ženské špatnosti, projevené obzvláště namalovanou tváří. V listu do Thyatir (Zjevení Janovo 2,20) je jako "žena Jezábel" označena svůdná prorokyně, která pod rouškou náboženství podporovala nemorálnost a modlářství (Nikolaité). Mohlo jít o jednotlivce nebo skupinu v rámci sboru. Je zřejmé, že se toto jméno stalo symbolem odpadlictví.[zdroj?]

## Téma Jezábel v kultuře
- Píseň „Jezabel“, napsána Waynem Shanklinem a interpretována Frankiem Lainem. V Česku dobře známá díky Waldemaru Matuškovi z roku 1964. V roce 2010 se pokusila o cover i britská zpěvačka Anna Calvi.
- Píseň inspirována symbolem Jezábel se objevuje mj. u Depeche Mode na desce Sounds of the Universe (2009).
- Film Jezábel z roku 1938 režiséra Williama Wylera, s Bette Davisovou a Henry Fondou v hlavních rolích.
- Píseň „Jezebel“ z roku 2020 od ostravského interpreta Sergeie Barracudy.
- Píseň „Jezebel“ z roku 2022 od finské kapely The Rasmus.